# Manuel de Montiano
Manuel Joaquín de Montiano y Sopelana (Bilbao, Señorío de Vizcaya, España, 6 de enero de 1685-Madrid, España, 7 de enero de 1762) fue un general y administrador español que sirvió como gobernador colonial de La Florida española durante el primer periodo español de Florida y como gobernador real de Panamá. Creó el primer asentamiento de africanos libres de Norteamérica, la Gracia Real de Santa Teresa de Mosé, y defendió La Florida de un ataque de las fuerzas británicas en 1740. Asimismo lanzó su propia e infructuosa invasión de Georgia durante la guerra del Asiento.  

## Biografía

### Primeros años y familia
Montiano nació en la ciudad de Bilbao, hijo de Agustín Montiano y Barco, diputado general del señorío de Vizcaya, y de María Teresa de Sopelana Lezamiz y Basagoiti. Fue pariente de Agustín de Montiano, dramaturgo y destacado historiador que fundó la Real Academia de la Historia de España en 1735 y se convirtió en su primer director. 
De joven, y al ser el segundo hijo de la familia, Montiano se alistó en el Ejército y sirvió durante tres años en el Regimiento de Aragón.  En 1719 fue capitán de granaderos y fue enviado a Orán, actual Argelia, donde luchó en la defensa de la ciudad contra los árabes. De vuelta en Bilbao, se casó con Josefa de Arriaga y Garaicoechea, con quien, al año siguiente, tuvo a su hija Francisca Teresa. Enviudó al poco tiempo y se hizo él mismo cargo de la hija, una joven «de carácter inconformista, pluma fácil, y gran aficionada a la música y al baile».

### Gobernador de La Florida
En 1737, Manuel de Montiano fue designado gobernador de La Florida, y desde la ciudad de San Agustín tuvo que lidiar con las tensiones de un territorio hostil y fronterizo. Desde el comienzo, destacó como gobernador de La Florida por su rotunda protección a los esclavos negros huidos de las colonias inglesas y holandesas. Al ver la cantidad de africanos que huían de las plantaciones, mandó construir el primer asentamiento de negros libres de Norteamérica, la Gracia Real de Santa Teresa de Mosé, conocida popularmente como Fuerte Mosé. El destacamento estaba situado tres kilómetros al norte de San Agustín y sirvió como apoyo a la defensa de la provincia.
La rivalidad entre Gran Bretaña y España en suelo americano había ido en aumento durante los últimos años, ya que Gran Bretaña tenía prohibido comerciar con las colonias españolas en el Nuevo Mundo. Sin embargo, los contrabandistas ingleses obtenían una buena ganancia si lograban evitar a la guardia costera española. El capitán español Juan León Fandiño, interceptó uno de estos barcos contrabandistas frente a las costas de La Florida y, supuestamente, le cortó la oreja a su capitán, Robert Jenkins, amenazando después al rey de Inglaterra. El 30 de octubre de 1739, Gran Bretaña declaró la guerra a España en un conflicto que sería conocido como guerra del Asiento o guerra de la Oreja de Jenkins, y que sirvió de pretexto para que el británico James Oglethorpe, que había liderado a los primeros colonos de Savannah, en la colonia de Georgia, sitiase y atacase los fuertes españoles de La Florida, incluido el icónico Fuerte Mosé. Bajo el mando de Manuel de Montiano, no obstante, los españoles resistieron la invasión británica.
En La Florida, Manuel de Montiano contrajo segundas nupcias con una mujer de La Habana, Gregoria de Aguiar, con la que tuvo un segundo hijo, Manuel Josef Joaquín.

### Gobernador de Panamá
Cuatro años después Manuel de Montiano sería asignado gobernador real de Panamá, puesto que trató de lograr por todos los medios, cansado de las dificultades constantes a las que estaba sometida la Florida española.  Fue por tanto Gobernador en la Comandancia General de las Provincias de Tierra Firme, y Presidente de la Audiencia de Panamá, cargo que ocupó hasta 1759.  Su principal misión en Panamá fue garantizar la producción de más de un millón de pesos en oro al año de las minas del Darién. Tuvo que luchar contra los graves problemas en la zona debido a la escasa población española y la fragilidad de los pocos fuertes existentes: en 1751 fue pasada a cuchillo toda la guarnición del fuerte de Terable y en 1758 los indios incendiaron el pueblo de Javiza, apoyados no sólo por ingleses, sino también por franceses.

### Retiro y legado
En 1759 viaja hasta Madrid, en España, donde se retira de su vida política pese a ostentar aún cargos militares. Ya de regreso en España, fue nombrado Teniente General en enero de 1761, año anterior a su muerte. Muere en Madrid en 1762, y es enterrado en la iglesia de San Martín. Dividió su herencia entre sus dos hijos, de distintos matrimonios, edades y personalidades muy dispares, que protagonizaron desencuentros por el reparto de la misma. Hoy, la zona donde se asentaba Fuerte Mosé está declarada Sitio Histórico Nacional de los Estados Unidos.